# Сулеймания (аэропорт)
Международный аэропорт Сулеймания (араб. مطار سلێمانی دولي‎) (ИАТА: ISU, ИКАО: ORSU) — международный аэропорт на востоке Ирака (Курдистан), обслуживающий город Сулеймания. Является одним из молодых в стране и Ближнем Востоке. Строительство аэропорта началось в ноябре 2003 года, а для выполнения перевозок был открыт 20 июля 2005 года.

## Технические характеристики
Аэропорт располагает одной искусственной взлётно-посадочной полосой из армобетона. Её длина составляет 3500 метров, ширина — 45 метров. Курсо-глиссадная система посадки и навигации: ILS/DME и VOR.
«Сулеймания» имеет три терминала: прибытия, отправления и для VIP-персон. Они рассчитаны обслуживать 1,5 млн. пассажиров в год. Есть возможность увеличить пассажиропоток до 3 миллионов.

## Авиакомпании и направления
В аэропорту «Сулеймания» осуществляют международные и внутренние рейсы в 16 различных городов 11 авиакомпаний: